# Svilaj
Svilaj je mjesto u Brodsko-posavskoj županiji, u općini Oprisavci.
Nalazi se uz rijeku Savu, u istočnom dijelu županije. Udaljen je 20 km od sjedišta županije, grada Slavonskog Broda.
Svilaj ima oko 100 kuća i oko 300 stanovnika.  Svilaj je sjedište župe Preslavnog imena Marijina, koju sačinjavaju sljedeća sela: Sredanci,  Stružani, Prnjavor, Novi Grad, Zoljani i Svilaj. 
Nedaleko od sela prolazi dionica Koridora "C5", koja se u hrvatskom dijelu i zove "Beli Manastir-Osijek-Svilaj". Gradnja mosta koji će selo povezati sa susjednom BiH je u tijeku, te će ovaj prijelaz zamijeniti skelu.

## Povijest
Gornji i Donji Svilaj su za vrijeme bečkog rata (1683.g. - 1699.g.) bili potpuno iseljeni ili uništeni.
Selo se prvi puta spominje u komorskom popisu 1698.g. gdje se navodi da su ga tadašnji stanovnici naselili 1692.g., doselili su iz Bosne i nastanili se kao straže, odnosno graničari. Na njegovu mjestu ranije nije bilo ni sela ni posjeda.

## Stanovništvo
| broj stanovnika | 281   | 333   | 339   | 342   | 381   | 366   | 332   | 346   | 351   | 347   | 348   | 362   | 332   | 345   | 290   | 285   | 216   |
|                 | 1857. | 1869. | 1880. | 1890. | 1900. | 1910. | 1921. | 1931. | 1948. | 1953. | 1961. | 1971. | 1981. | 1991. | 2001. | 2011. | 2021. |

## Šport
- NK Sava Svilaj
- Lovačko društvo Posavina
- Športsko-ribolovna udruga Smuđ